# Marsac-en-Livradois
Marsac-en-Livradois ist eine französische Gemeinde mit 1.391 Einwohnern (Stand: 1. Januar 2022) im Département Puy-de-Dôme in der Region Auvergne-Rhône-Alpes. Sie gehört zum Arrondissement Ambert und zum Kanton Ambert.

## Geographie
Marsac-en-Livradois liegt etwa 63 Kilometer südöstlich von Clermont-Ferrand und etwa 50 Kilometer westlich von Saint-Étienne im Regionalen Naturpark Livradois-Forez. Durch Marsac-en-Livradois fließt der Fluss Dore. Umgeben wird Marsac-en-Livradois von den Nachbargemeinden Champétières im Norden und Nordwesten, Saint-Ferréol-des-Côtes im Norden, Ambert im Norden und Nordosten, Saint-Martin-des-Olmes im Nordosten, Saint-Just im Osten, Chaumont-le-Bourg im Osten und Südosten, Arlanc im Süden, Saint-Bonnet-le-Chastel im Westen sowie Chambon-sur-Dolore im Westen und Nordwesten.
Durch die Gemeinde führt die frühere Route nationale 106 (heutige D906).

## Bevölkerungsentwicklung
| Jahr                       | 1962 | 1968 | 1975 | 1982 | 1990 | 1999 | 2006 | 2013 |
| Einwohner                  | 1633 | 1523 | 1421 | 1291 | 1352 | 1329 | 1427 | 1462 |
| Quellen: Cassini und INSEE |      |      |      |      |      |      |      |      |

## Sehenswürdigkeiten
- Kirche Notre-Dame, erbaut im 12. Jahrhundert, im 16. Jahrhundert umgebaut, seit 1961 Monument historique

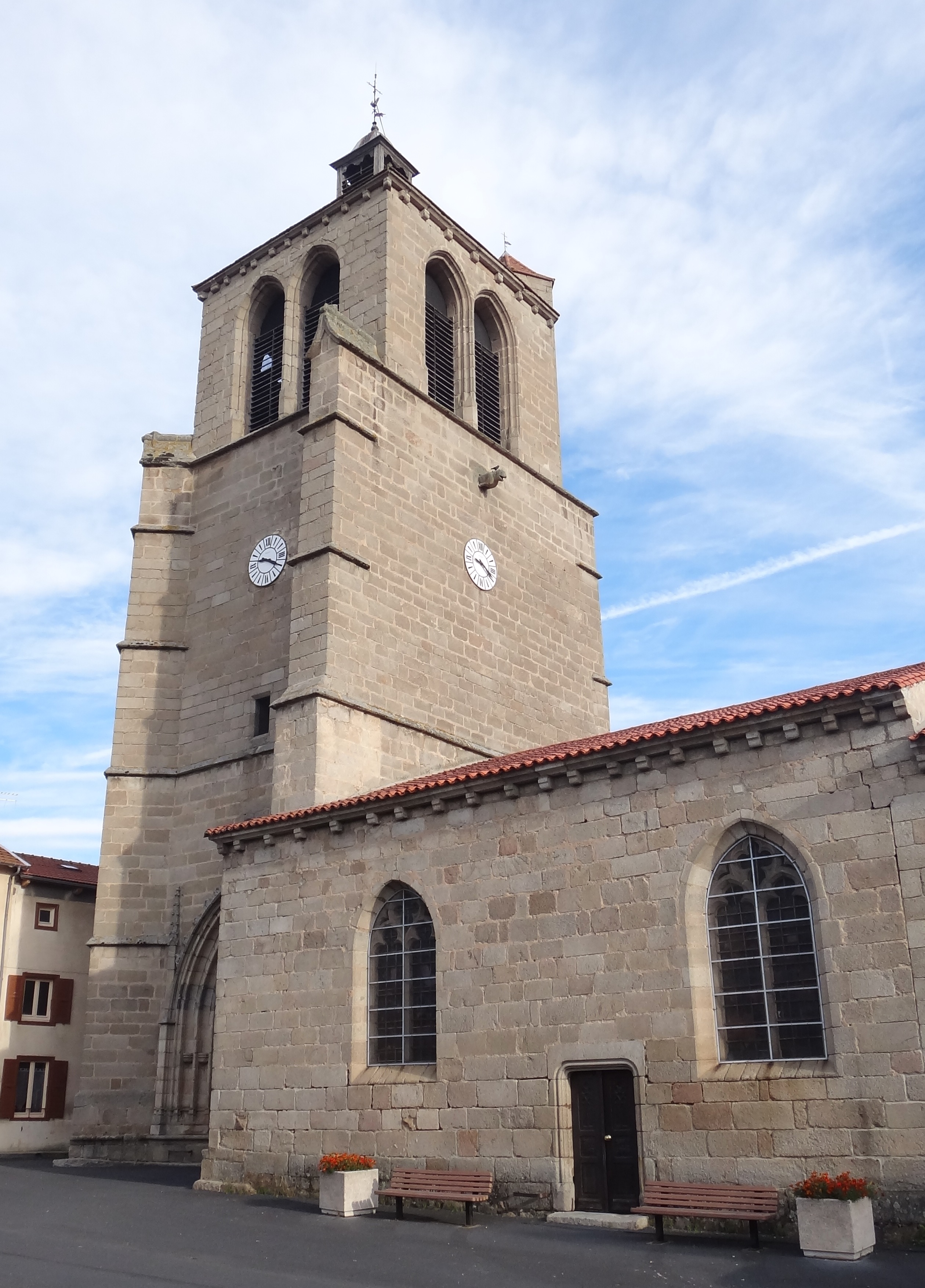
Kirche Notre-Dame
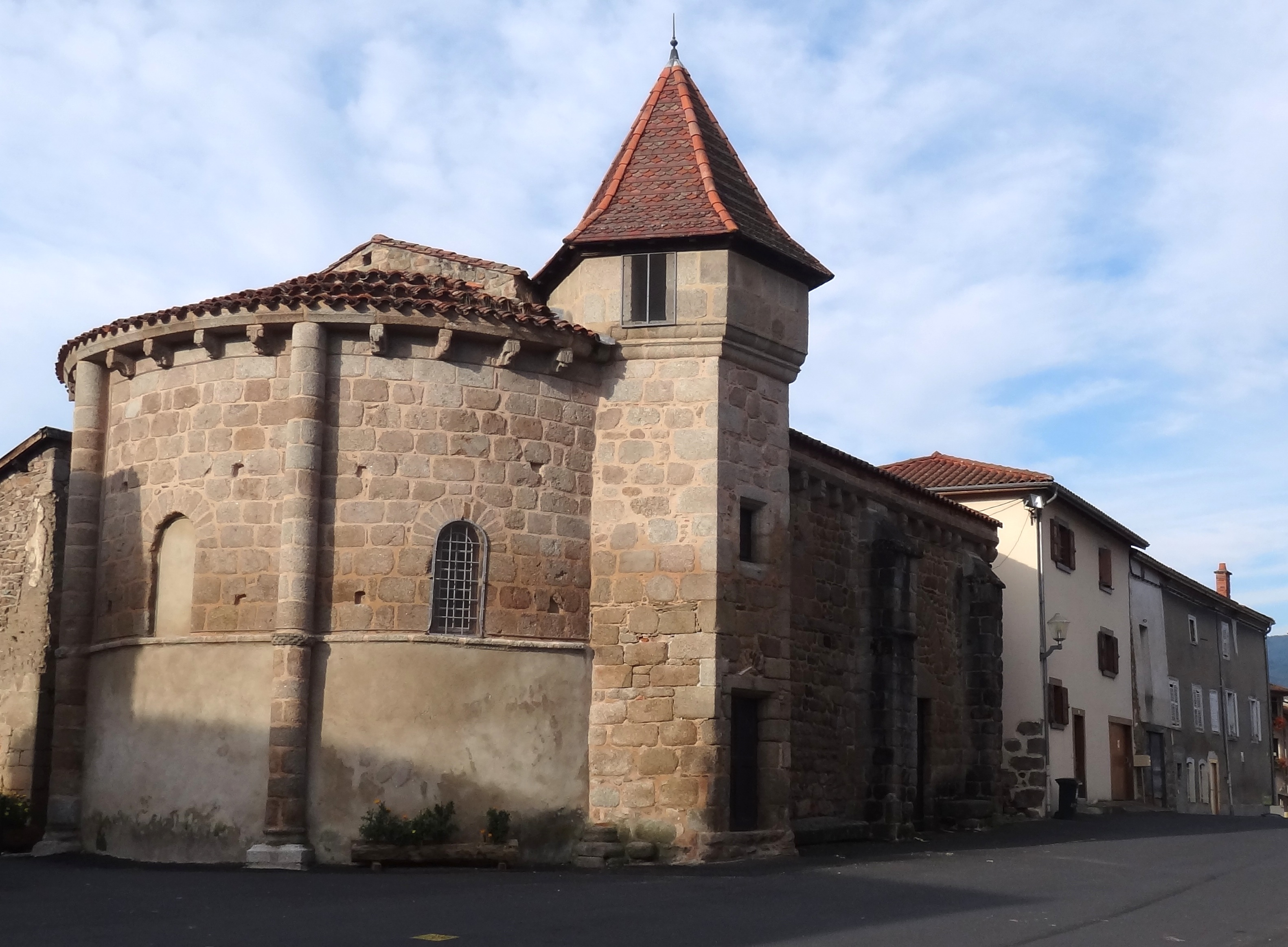
Kapelle Les Pénitents blancs